# إيفايلو ترايكوف
إيفايلو ترايكوف (بالبلغارية: Ивайло Трайков)‏ مواليد 17 ديسمبر 1978 في صوفيا، هو لاعب كرة مضرب بلغاري سابق بدأ مسيرته كمحترف سنة 1995 وكان يلعب باليد اليمنى، اعتزل اللعب في 2010. أعلى تصنيف له في الفردي كان المركز الـ 211 في سنة 2003. أعلى تصنيف له في الزوجي كان المركز الـ 612 في سنة 2002.

## روابط خارجية
- إيفايلو ترايكوف على موقع رابطة محترفي التنس (الإنجليزية)
- إيفايلو ترايكوف على موقع الاتحاد الدولي لكرة المضرب (الإنجليزية)
- إيفايلو ترايكوف على موقع كأس ديفيز (الإنجليزية)
- إيفايلو ترايكوف على موقع خلاصة التنس.كوم (الإنجليزية)